# Luis Antonio Tagle
Luis Antonio Gokim Tagle (født 21. juni 1957 i Manila) er en filippinsk kardinal. Han har været ærkebiskop af Manila siden 2011. Efter pave Frans' død i april 2025 blev Tagle som den mest fremtrædende asiatiske kardinal nævnt som en af de mulige kandidater ved valget af en ny pave ved konklavet 2025.

## Levnedsløb
Luis Antonio var den ældste søn af Manuel Topacio Tagle senior og Milagros Gokim. Han blev opdraget i et fromt katolsk miljø og kunne angiveligt allerede recitere rosenkransbønnen som treårig. Han blev uddannet på Saint Andrew’s School i Parañaque og blev efterfølgende bachelor i filosofi i Manila i 1977 dernæst bachelor i forberedende teologi fra Ateneo de Manila, og endelig bachelor i teologi ved The Loyola School of Theology i Manila. I 1981 blev han diakonviet i Manila, og året efter præsteviet som 24-årig. Han har videreuddannet sig i Rom i 1985-1992 og studeret teologi ved The Catholic University of America i Washington DC i USA, hvor han tog en ph.d.-grad.
I 2001 blev han af den daværende pave Johannes Paul II udnævnt til biskop af Imus på Filippinerne. I 2011 udnævnte pave Benedikt XVI ham til ærkebiskop af Manila og dermed de facto den katolske kirkes primas på Filippinerne, og året efter blev han også kardinal, udnævnt som Benedikts 90. og sidste kardinal. Tagle var på det tidspunkt den næstyngste kardinal i den katolske kirke. 1. maj 2020 forfremmede pave Frans ham til kardinalbiskop.

## Papabilitet
Allerede ved konklavet 2013, som valgte argentineren Jorge Mario Bergoglio til ny pave med navnet Frans, stod Tagle på mange af de lister over papabili (dvs. personer, som anses for at være favoritterne til at blive ny pave), som blev offentliggjort i tiden op til konklavets sammentrædning. Han blev betegnet som "Asiens håb", men hans valg ville samtidig indebære en pave, som kunne sidde i adskillige årtier, hvilket ikke alle kardinaler formodedes at være interesseret i.
Inden konklavet 2025, som skulle vælge en efterfølger til den afdøde pave Frans, var Tagle sammen med den italienske kardinal Pietro Parolin bookmakernes to favoritter som ny pave. Udover at repræsentere Asien, hvor der er mange katolikker, talte det til Tagles fordel, at han var delvis uddannet i USA og derfor formodedes at være egnet til at kunne mægle i en igangværende konflikt i den amerikanske katolske kirke. Tagle var dog også forbundet med et stort rod i den katolske nødhjælpsorganisation Caritas, som han tidligere havde ledet, men var blevet fjernet fra posten i forbindelse med en omstrukturering.

### Den "asiatiske Frans"
Tagle er tit blevet omtalt som den "asiatiske Frans" og forventedes på mange måder at ville videreføre den afdøde pave Frans' linje, hvis han selv skulle blive valgt som pave. Han beskrives som progressiv og har udtalt sig imod nedværdigende udtalelser overfor LGBTQ-katolikker.